# You’re Losing Me
«You’re Losing Me» (с англ. — «Ты теряешь меня») — песня американской певицы и автора-исполнителя Тейлор Свифт, вышедшая 26 мая 2023 года в качестве 19-го трека на The Late Night (2023), переиздании её десятого студийного альбома Midnights (2022) с помощью лейбла Republic Records. Песня была недоступна на стриминговых сервисах в течение шести месяцев, пока 29 ноября 2023 года не была официально выпущена для стриминга в качестве промосингла.
Написанная Свифт и Джеком Антоноффом , «You’re Losing Me» представляет собой среднетемповую балладу, направляемую ритмами, похожими на пульс сердца. В тексте песни описывается неизбежный разрыв длительных романтических отношений из-за ослабления взаимопонимания между партнёрами.
Свифт трижды исполнила песню в рамках своего тура Eras Tour (2023—2024).

## История
Тейлор Свифт выпустила свой десятый студийный альбом Midnights 21 октября 2022 года, получив широкий критический и коммерческий успех. После выхода альбом был доступен в виде стандартного издания, включающего 13 песен, CD-эксклюзивного делюкс-издания, содержащего бонус-трек «Hits Different», и цифрового эксклюзивного издания 3am Edition с семью дополнительными песнями.
24 мая 2023 года, во время своего шестого хедлайнерского концертного тура Eras Tour (2023), Свифт объявила о выпуске ещё двух изданий Midnights: цифрового эксклюзивного Til Dawn Edition и CD-эксклюзивного Late Night Edition с новым бонус-треком «You’re Losing Me», которые можно будет приобрести только лично на стендах с товарами во время Eras Tour в Ист-Ратерфорде, Нью-Джерси, 26—28 мая 2023 года.
Композиция «You’re Losing Me» стала «хищно ожидаемой», согласно Variety, которая сообщила, что «фанаты так стремились заполучить диск», что образовались очереди на стадионе за день до открытия магазина товаров в 12:30 по восточному времени 26 мая. Некоторые посетители концерта, купив диск, возвращались к своим машинам и загружали трек в интернет, что вызвало широкий резонанс в социальных сетях. Late Night Edition впоследствии продавался в виде цифровых альбомов в веб-магазине Свифт.
29 ноября 2023 года в песня «You’re Losing Me» была выпущена через стриминговый сервис в качестве промо-сингла в благодарность поклонникам после того, как Spotify признал Свифт «Global Top Artist» 2023 года.
16 февраля 2024 года Свифт исполнила песню «You’re Losing Me» на концерте в Мельбурне в рамках своего тура Eras Tour (2023—2024). Она снова исполнила ее в рамках мэшапа со своей песней «The Great War» (2022) на остановке тура в Ливерпуле 14 июня. На последней остановке тура в Торонто 23 ноября она исполнила песню «You're Losing Me» на фортепиано в сочетании с песней 2024 года «How Did It End?».

## Композиция
«Хватит, ты теряешь меня
 Я не могу нащупать пульс
 Моё сердце больше не бьется ради тебя
 Ведь ты упускаешь меня».
Песня «You’re Losing Me», озаглавленная как «From the Vault», была создана для Midnights, но не попала в стандартный или делюксовый трек-лист альбома. Она была написана Свифт и её частым соавтором Джеком Антоноффом и записана 5 декабря 2021 года.
«You’re Losing Me» — это «воздушная» баллада с мерцающими синтезаторами, управляемая редкими, но уверенными ритмами. Текст песни носит автобиографический характер, описывая «безнадёжный» и трагический разрыв отношений. Общая идея песни заключается в том, что рассказчик «вложил все свои силы в борьбу за отношения, но она не чувствует, что эти усилия возвращаются». Основной лирический мотив песни — это игра слов на фразе «мы теряем его/её», обычно используемой в отделениях неотложной помощи, показанных в медицинских драматических сериалах. Первый куплет изображает двух людей, которые отдалились друг от друга в своих романтических отношениях из-за растущего отсутствия взаимопонимания. В припеве рассказчик предупреждает своего партнёра о скором конце их отношений, имитируя удары «тихо пульсирующего сердца». Второй куплет показывает, как пара отдалилась друг от друга, послеприпев изображает нерешительность, а бридж рассматривает проблемы угасающего романа, например, как субъект, который настаивает на том, что отношения здоровы, «не принимает трудных решений», чтобы остаться с рассказчиком, который чувствует себя вынужденным принять решение «против продолжения отношений», поскольку в паре существуют разногласия по поводу состояния отношений.
Журналисты интерпретировали текст песни как конец шестилетних романтических отношений Свифт с английским актёром Джо Элвином, которые стали предметом широкого освещения в СМИ в апреле 2023 года. В бридже песни Свифт предполагает, что эти отношения могли привести к браку, делая отсылку к «Lavender Haze» (2022), открывающему трек Midnights, где в тексте говорилось о том, что нужно избегать разговоров о браке, чтобы насладиться «фазой медового месяца». Свифт также назвала себя «патологической угодницей людей», что считается отсылкой к песне «Anti-Hero» (2022), в которой говорится о неуверенности Свифт в себе. Между песней «You’re Losing Me» и треком Свифт 2019 года «Cornelia Street» были отмечены музыкальные и лирические сходства, параллели и контрасты.

## Отзывы
В восторженной рецензии на песню Стеффани Ванг из Nylon похвалила изображение сердечной боли и печали без «моментов с микрофоном» или «обвинений», откровенный тон исповедальной лирики, структуру песни и «ощутимую» сдержанность Свифт в деталях. Ванг прокомментировал, что «You’re Losing Me» может стать «самой разрушительной» песней Свифт, затмив «All Too Well» (2012). Стефани Топасио Лонг, написавшая для Bustle, считает, что песня "об отношениях, переходящих от критически раненых к смертельно поврежденным. Журналист Billboard Эшли Иасимоне назвала «You’re Losing Me» «эмоционально заряженной» балладой, которая иллюстрирует «болезненный, медленный конец длительных отношений». Критик Variety Крис Уиллман оценил решение Свифт выпустить песню в качестве бонус-трека, поскольку, по его мнению, она едва ли вписалась бы в стандартный Midnights, так как альбом склонялся к приподнятому, чувственному стилю производства. Кэлли Алгрим из Business Insider' окрестила «You’re Losing Me» настоящим завершающим треком Midnights, переосмысливающем альбом как работу «о муках и диссоциации, а не только о воспоминаниях». В списке лучших песен 2023 года журнала Rolling Stone трек «You’re Losing Me» занял 86 место.

#### Итоговые списки
| Публикация    | Список                     | Ранг | Ссылка |
| ------------- | -------------------------- | ---- | ------ |
| Rolling Stone | The 100 Best Songs of 2023 | 86   | [ 24 ] |

### Награды и номинации
| Награда                            | Год  | Категория                        | Результат | Ссылка |
| ---------------------------------- | ---- | -------------------------------- | --------- | ------ |
| RTHK International Pop Poll Awards | 2024 | Top Ten International Gold Songs | Победа    | [ 25 ] |
| RTHK International Pop Poll Awards | 2024 | Super Gold Songs                 | Победа    | [ 25 ] |

## Коммерческий успех
9 декабря 2023 года песня «You’re Losing Me (From the Vault)» дебютировала на 46-м месте в Billboard Hot 100 и стала 54-м треком Свифт в календарном 2023 году (рекорд для солистов, уступающий только 80 хитам за один 2010 год коллектива Glee Cast). Также она дебютировала на № 1 в Digital Song Sales, став 28-чарттоппером Свифт. Суммарно песня стала 232-м хитом Свифт в Hot 100, женский рекорд, уступающий только 327 хитам Дрейка.
После первой полной недели в чарте песня поднялась до 27-го места в Hot 100 и стала 138-м попаданием в топ-40. Песня также заняла первое место в чарте Филиппин и достигла 15 места в Billboard Global 200. В других странах «You’re Losing Me» вошла в топ-20 в Сингапуре (7), Австралии (13), Ирландии (14) Малайзии (14), Новой Зеландии (15), Канаде (18) и Великобритании (20).

## Чарты
| Чарт (2023)                               | Высшая позиция |
| ----------------------------------------- | -------------- |
| Австралия (ARIA)                          | 13             |
| Канада (Billboard Canadian Hot 100)       | 18             |
| Мир (Billboard Global 200)                | 15             |
| Ирландия (IRMA)                           | 14             |
| Малайзия (Billboard)                      | 14             |
| Нидерланды (Single Tip)                   | 1              |
| Нидерланды (Tipparade)                    | 18             |
| Новая Зеландия (Recorded Music NZ)        | 15             |
| Филиппины (Billboard)                     | 1              |
| Португалия (AFP)                          | 98             |
| Сингапур (RIAS)                           | 7              |
| Швеция (Sverigetopplistan)                | 90             |
| Швейцария (Schweizer Hitparade)           | 82             |
| Великобритания (OCC UK Singles Downloads) | 2              |
| Великобритания (OCC UK Singles)           | 20             |
| Великобритания (UK Singles Sales (OCC)    | 6              |
| США (Billboard Hot 100)                   | 27             |

## Сертификации
| Регион                                                                      | Сертификация | Продажи |
| --------------------------------------------------------------------------- | ------------ | ------- |
| Австралия (ARIA)                                                            | Золотой      | 35 000  |
| Новая Зеландия (RMNZ)                                                       | Золотой      | 15 000  |
| Великобритания (BPI)                                                        | Серебряный   | 200 000 |
| Данные о продажах + прослушиваниях приведены только на основе сертификации. |              |         |

### Комментарии
1. ↑  Песня «You’re Losing Me» представлена только на The Late Night, переиздании альбома Midnights, вышедшего 26 мая 2023 года[1]
2. ↑  Песня «You’re Losing Me» представлена только на The Late Night, переиздании альбома Midnights, вышедшего 26 мая 2023 года[3]
3. ↑  Официальное название «You’re Losing Me (From the Vault)».